# Nekrolog 1. Quartal 1996
Nekrolog
◄◄
| ◄
| 1992
| 1993
| 1994
| 1995
| 1996 | 1997 | 1998 | 1999 | 2000 | ► | ►►
1. Quartal |
2. Quartal |
3. Quartal |
4. Quartal 1996
Weitere Ereignisse | Allgemeiner Nekrolog 1996
Die Beschreibung der verstorbenen Person sollte so kurz wie möglich gehalten sein und nur deren signifikante Tätigkeit(en) enthalten.
Neue Namen ggf. auch unter dem Geburts- und Sterbedatum, also etwa unter 1. Januar und im Geburts- und Sterbejahr (2024) eintragen (nur bei entsprechender großer Wichtigkeit). Für Beispiele siehe die schon vorhandenen Artikel.
Außerdem über die fünf zuletzt Verstorbenen, zu denen es einen ausreichend guten Artikel für eine Präsentation auf der Hauptseite gibt, nach der todesbedingten Überarbeitung der Artikel ggf. auch unter Wikipedia Diskussion:Hauptseite informieren und sie am besten auch in den anderen Wikipedia-Sprachversionen eintragen. Tipp: Regelmäßig bei news.google.de nach „ist tot“, „gestorben“ oder „verstorben“ suchen.
Wenn eine Person gestorben ist, gibt es viele Seiten zu dieser Person in der Wikipedia, die davon auch betroffen sind und entsprechend aktualisiert werden müssen. Beispiele: Namenübersichtsseite, Geburtsjahr, Geburtsort-Seiten und viele mehr.
Wie finde ich die betroffenen Seiten?
Im Suchfeld auf der linken Seite gibt man den Suchbegriff so ein: „Vorname Nachname“. Dann klickt man auf Volltext und alle Seiten mit entsprechendem Suchtext werden aufgerufen. Hier sieht man dann schnell, wo auch das Todesjahr Sinn macht oder sogar ein Teil des Artikels angepasst werden muss. Auch hilft das „Werkzeug“ auf der linken Seite sehr gut, um solche Seiten aufzufinden: „Links auf diese Seite“. Somit ist die Wikipedia wieder aktuell in allen Bereichen! Hinweis: bei Eintragung der Kategorie „Gestorben JAHR“ wird der Missbrauchsfilter 49 ausgelöst, was jedoch nicht schlimm ist. Siehe: Spezial:Missbrauchsfilter/49
Dies ist eine Liste von im ersten Quartal 1996 verstorbenen bekannten Persönlichkeiten. Die Einträge erfolgen innerhalb der einzelnen Daten alphabetisch sortiert. Tiere sind im Nekrolog für Tiere zu finden.

## Januar
| Tag        | Name                                  | Beruf, bekannt als                                                                                              | Alter | Beleg |
| ---------- | ------------------------------------- | --- | ----- | ----- |
| 1. Januar  | Arleigh Burke                         | US-amerikanischer Offizier, Admiral der United States Navy                                                      | 94    |       |
| 1. Januar  | Eddy Cobiness                         | kanadischer Künstler                                                                                            | 62    |       |
| 1. Januar  | Hannelore Erle                        | deutsche Schauspielerin                                                                                         | 61    |       |
| 1. Januar  | Hamish Imlach                         | britischer Folksänger                                                                                           | 55    |       |
| 1. Januar  | Mr. Cee                               | US-amerikanischer Rapper                                                                                        | 22    |       |
| 1. Januar  | James S. Plaut                        | US-amerikanischer Kunsthistoriker und Museumsbegründer                                                          | 83    |       |
| 1. Januar  | Arthur Rudolph                        | deutscher Raketeningenieur                                                                                      | 89    |       |
| 1. Januar  | Jessie Vihrog                         | deutsche Schauspielerin                                                                                         | 88    |       |
| 2. Januar  | Martin Claus                          | deutscher Prähistoriker                                                                                         | 83    |       |
| 2. Januar  | Margit Czernetz                       | österreichische Politikerin (SPÖ) und Widerstandsaktivistin                                                     | 85    |       |
| 2. Januar  | Émile Fouchard                        | französischer Politiker und Résistant                                                                           | 93    |       |
| 2. Januar  | Theodor Joedicke                      | deutscher Arzt und Inspekteur des Sanitätswesens                                                                | 96    |       |
| 2. Januar  | Siegmund Lympasik                     | deutscher Maler und Grafiker                                                                                    | 75    |       |
| 2. Januar  | Wjatscheslaw Sergejewitsch Nasarow    | russischer Jazz-Posaunist und Sänger                                                                            | 43    |       |
| 2. Januar  | Julià Reig Ribó                       | andorranischer Unternehmer und Politiker                                                                        | 84    |       |
| 2. Januar  | Mario Sansone                         | italienischer Romanist, Italianist und Literaturwissenschaftler                                                 | 95    |       |
| 2. Januar  | Efua Theodora Sutherland              | englischsprachige Schriftstellerin ghanaischer Herkunft                                                         | 71    |       |
| 2. Januar  | Willi Wegewitz                        | deutscher Archäologe                                                                                            | 97    |       |
| 3. Januar  | Rosl Berndt                           | österreichische Sängerin und Kabarettistin                                                                      | 92    |       |
| 3. Januar  | Terence Cuneo                         | englischer Eisenbahn-, Pferde- und Militärmaler                                                                 | 88    |       |
| 3. Januar  | Reinhard Goerdeler                    | deutscher Rechtsanwalt und Wirtschaftsprüfer                                                                    | 73    |       |
| 3. Januar  | Edwin Steinhauer                      | deutscher Landwirt und Politiker (CDU), MdL                                                                     | 79    |       |
| 4. Januar  | Anna Amalie Abert                     | deutsche Musikwissenschaftlerin                                                                                 | 89    |       |
| 4. Januar  | Tino Bianchi                          | italienischer Schauspieler                                                                                      | 90    |       |
| 4. Januar  | Bob Flanagan                          | US-amerikanischer Schriftsteller und Künstler                                                                   | 43    |       |
| 4. Januar  | Arvid Fredborg                        | schwedischer Journalist und außenpolitischer Berater                                                            | 80    |       |
| 4. Januar  | Anton Jatsch                          | deutscher Politiker (GB/BHE), MdL                                                                               | 86    |       |
| 4. Januar  | Rosa Kamm                             | deutsche Politikerin (SPD)                                                                                      | 88    |       |
| 4. Januar  | Zhou Mingzhen                         | chinesischer Paläontologe und Geologe                                                                           | 77    |       |
| 4. Januar  | Steve Raines                          | US-amerikanischer Schauspieler                                                                                  | 79    |       |
| 4. Januar  | Ramón Vinay                           | chilenischer Heldentenor, später Bariton                                                                        | 84    |       |
| 4. Januar  | Maria Wimmer                          | deutsche Schauspielerin                                                                                         | 84    |       |
| 5. Januar  | Yahya Ayyasch                         | palästinensisches Attentatsopfer                                                                                | 29    |       |
| 5. Januar  | Gus Bivona                            | US-amerikanischer Jazzklarinettist und Altsaxophonist                                                           | 80    |       |
| 5. Januar  | Franz Fleckenstein                    | deutscher Kirchenmusiker, Domkapellmeister a. D. am Würzburger Kiliansdom                                       | 73    |       |
| 5. Januar  | Hermann Friese                        | deutscher Politiker (CDU), MdB                                                                                  | 84    |       |
| 5. Januar  | Fritz Gazzera                         | deutscher Fechter                                                                                               | 88    |       |
| 5. Januar  | Alfred Geiringer                      | österreichisch-britischer Journalist                                                                            | 84    |       |
| 5. Januar  | Alexander Ginsburg                    | deutscher Jurist                                                                                                | 80    |       |
| 5. Januar  | Gred Ibscher                          | deutsche Altphilologin und Philosophiehistorikerin                                                              | 89    |       |
| 5. Januar  | Lincoln Kirstein                      | US-amerikanischer Ballettdirektor                                                                               | 88    |       |
| 5. Januar  | Thomas Ruf                            | deutscher Politiker (CDU), MdB                                                                                  | 84    |       |
| 5. Januar  | Richard Versalle                      | US-amerikanischer Opernsänger                                                                                   | 62    |       |
| 5. Januar  | Dmitri Wassiljewitsch Wolkow          | russischer Physiker                                                                                             | 70    |       |
| 6. Januar  | Willy Czernik                         | deutscher Operetten- und Filmkomponist                                                                          | 94    |       |
| 6. Januar  | Hildegard Emmel                       | deutsche Germanistin                                                                                            | 84    |       |
| 6. Januar  | Duane Hanson                          | US-amerikanischer Künstler                                                                                      | 70    |       |
| 6. Januar  | Kim Kwang-seok                        | südkoreanischer Sänger und Songwriter                                                                           | 31    |       |
| 6. Januar  | Jan Willem de Pous                    | niederländischer Politiker                                                                                      | 75    |       |
| 6. Januar  | Kurt Schmücker                        | deutscher Politiker (CDU), MdB                                                                                  | 76    |       |
| 7. Januar  | Walter Bärsch                         | deutscher Psychologe, Sonderpädagoge und Erziehungswissenschaftler                                              | 81    |       |
| 7. Januar  | Werner Barthold                       | deutscher Beamter und Rechtsanwalt                                                                              | 87    |       |
| 7. Januar  | William H. Clothier                   | US-amerikanischer Kameramann                                                                                    | 92    |       |
| 7. Januar  | John A. Gronouski                     | US-amerikanischer Politiker                                                                                     | 76    |       |
| 7. Januar  | Károly Grósz                          | ungarischer kommunistischer Politiker                                                                           | 65    |       |
| 7. Januar  | Johann Hauser                         | österreichischer Maler                                                                                          | 69    |       |
| 7. Januar  | Walter von Hoesslin                   | deutscher Bühnenbildner, Leiter des Max Reinhards Seminars                                                      | 85    |       |
| 7. Januar  | Annemarie Hübner                      | deutsche Germanistin und Niederlandistin                                                                        | 87    |       |
| 7. Januar  | Wilhelm Klein                         | deutscher katholischer Theologe                                                                                 | 106   |       |
| 7. Januar  | Horst Knapp                           | österreichischer Wirtschaftsjournalist                                                                          | 70    |       |
| 7. Januar  | Seton Lloyd                           | britischer Vorderasiatischer Archäologe                                                                         | 93    |       |
| 7. Januar  | Nello Pazzafini                       | italienischer Schauspieler                                                                                      | 61    |       |
| 7. Januar  | Tarō Okamoto                          | japanischer Künstler                                                                                            | 84    |       |
| 7. Januar  | Heinrich Scheel                       | deutscher Historiker                                                                                            | 80    |       |
| 7. Januar  | Baek Seok                             | südkoreanischer Schriftsteller                                                                                  | 83    |       |
| 7. Januar  | Robert Henry Sorgenfrey               | US-amerikanischer Mathematiker                                                                                  | 80    |       |
| 7. Januar  | Aaron Stell                           | US-amerikanischer Filmeditor                                                                                    | 84    |       |
| 7. Januar  | Max Wiener                            | österreichischer Motorradrennfahrer                                                                             |       |       |
| 8. Januar  | Zakir Bağırov                         | sowjetisch-aserbaidschanischer Komponist, Musikpädagoge und Musikfunktionär                                     | 79    |       |
| 8. Januar  | John O. Best                          | englisch-US-amerikanischer Fußballschiedsrichter und Verbandsfunktionär                                         | 83    |       |
| 8. Januar  | Teobaldo Depetrini                    | italienischer Fußballspieler und -trainer                                                                       | 82    |       |
| 8. Januar  | Metin Göktepe                         | türkischer Journalist                                                                                           | 26    |       |
| 8. Januar  | John Hargreaves                       | australischer Schauspieler                                                                                      | 50    |       |
| 8. Januar  | Werner P. Heyd                        | schwäbischer Journalist und Buchautor                                                                           | 75    |       |
| 8. Januar  | Harlan Mills                          | US-amerikanischer Informatiker                                                                                  | 76    |       |
| 8. Januar  | François Mitterrand                   | französischer Politiker, Staatspräsident von Frankreich (1981–1995)                                             | 79    |       |
| 8. Januar  | Paul Vialar                           | französischer Schriftsteller                                                                                    | 97    |       |
| 8. Januar  | Sadao Watanabe                        | japanischer Grafiker                                                                                            | 82    |       |
| 9. Januar  | Ulrich Biel                           | deutscher Jurist und Politiker (CDU), MdA                                                                       | 88    |       |
| 9. Januar  | Robert Fischer                        | österreichischer Pharmazeut und Hochschullehrer                                                                 | 92    |       |
| 9. Januar  | Else Liebesberg                       | österreichische Opernsängerin (Sopran)                                                                          | 77    |       |
| 9. Januar  | Julio Munlloch                        | spanischer Fußballspieler                                                                                       | 79    |       |
| 9. Januar  | Ildefons Pauler                       | Hochmeister des Deutschen Ordens                                                                                | 92    |       |
| 9. Januar  | Rolf Rappaz                           | Schweizer Grafiker                                                                                              | 81    |       |
| 9. Januar  | Mike Synar                            | US-amerikanischer Politiker                                                                                     | 45    |       |
| 10. Januar | Laurenz Böggering                     | deutscher Geistlicher und Weihbischof im Bistum Münster                                                         | 91    |       |
| 10. Januar | Hans Geistreiter                      | deutscher Kunstmaler                                                                                            | 85    |       |
| 10. Januar | Ike Isaacs                            | US-amerikanischer Jazzgitarrist                                                                                 | 76    |       |
| 10. Januar | Ingeborg Alix von Oldenburg           | deutsche Adlige, Mitglied des SS-Helferinnenkorps                                                               | 94    |       |
| 10. Januar | Louis W. Tordella                     | US-amerikanischer Geheimdienstler, Vize-Direktor der NSA                                                        | 84    |       |
| 11. Januar | Roger Crozier                         | kanadischer Eishockeytorwart                                                                                    | 53    |       |
| 11. Januar | Hermann Fehling                       | deutscher Architekt                                                                                             | 86    |       |
| 11. Januar | Lothar Haberstock                     | deutscher Betriebswirt und Hochschullehrer (Universität Hamburg)                                                | 55    |       |
| 11. Januar | Eric Hebborn                          | britischer Maler und Kunstfälscher                                                                              | 61    |       |
| 11. Januar | Gottfried Wilhelm Locher              | Schweizer reformierter Pfarrer und Theologe                                                                     | 84    |       |
| 11. Januar | Walter M. Miller, Jr.                 | US-amerikanischer Schriftsteller                                                                                | 72    |       |
| 11. Januar | Murakami Saburō                       | japanischer Künstler                                                                                            | 70    |       |
| 11. Januar | Wilhelm Solms-Rödelheim               | österreichischer Psychiater und Psychoanalytiker                                                                | 81    |       |
| 11. Januar | Günter Schmitz                        | deutscher Hörspielregisseur                                                                                     |       |       |
| 11. Januar | Ewa Stojowska                         | österreichisch-ungarische, später polnische Sängerin, Schauspielerin, Theaterregisseurin, Widerstandskämpfer... | 87    |       |
| 12. Januar | Leonhard Drach                        | deutscher Jurist                                                                                                | 92    |       |
| 12. Januar | Hans Rudolf Guggisberg                | Schweizer Historiker                                                                                            | 65    |       |
| 12. Januar | Georg Johansson                       | schwedischer Fußballspieler                                                                                     | 85    |       |
| 12. Januar | Joachim Nitsche                       | deutscher Mathematiker                                                                                          | 69    |       |
| 12. Januar | Josef Pichl                           | deutscher Jurist und Kommunalpolitiker                                                                          | 81    |       |
| 12. Januar | Bartel Leendert van der Waerden       | niederländischer Mathematiker                                                                                   | 92    |       |
| 13. Januar | Morty Corb                            | US-amerikanischer Jazzmusiker                                                                                   | 78    |       |
| 13. Januar | Herbert Dallmann                      | deutscher Mathematiker, erster Rektor der Technischen Hochschule für Chemie in Leuna-Merseburg (THLM)           | 86    |       |
| 13. Januar | Denise Grey                           | französische Schauspielerin                                                                                     | 99    |       |
| 13. Januar | Eggert Gustavs                        | deutscher Maler und Grafiker                                                                                    | 86    |       |
| 13. Januar | Max Gutmann                           | deutscher Unternehmer und Mäzen                                                                                 | 72    |       |
| 13. Januar | Carl Haffter                          | Schweizer Kinder- und Jugendpsychiater                                                                          | 86    |       |
| 13. Januar | Teiichi Kobayashi                     | japanischer Geologe, Paläontologe und Zoologe                                                                   | 94    |       |
| 13. Januar | Bobby Langton                         | englischer Fußballspieler                                                                                       | 77    |       |
| 13. Januar | Aliou Mahamidou                       | nigrischer Premierminister                                                                                      | 48    |       |
| 13. Januar | Elina Pohjanpää                       | finnische Schauspielerin                                                                                        | 62    |       |
| 13. Januar | Dietmar Rost                          | deutscher Lehrer und Autor                                                                                      | 56    |       |
| 13. Januar | Jorge Sapelli                         | uruguayischer Politiker                                                                                         |       |       |
| 14. Januar | Annie Broadbent                       | britische Turnerin                                                                                              | 87    |       |
| 14. Januar | Myron Michael Daciuk                  | ukrainisch-kanadischer Geistlicher, Bischof von Edmonton                                                        | 76    |       |
| 14. Januar | Erich Huber                           | österreichischer Künstler und Pädagoge                                                                          | 79    |       |
| 14. Januar | Jacques Lebrun                        | französischer Segler                                                                                            | 85    |       |
| 14. Januar | William McFadzean, Baron McFadzean    | britischer Wirtschaftsmanager, Unternehmer und Politiker                                                        | 92    |       |
| 14. Januar | Walter Thürmer                        | deutscher Holzbildhauer und Denkmalpfleger                                                                      | 90    |       |
| 14. Januar | Onno Tunç                             | türkischer Musiker, Komponist und Arrangeur                                                                     | 47    |       |
| 15. Januar | Jack Barkin                           | kanadischer Sänger und Chasan                                                                                   | 81    |       |
| 15. Januar | Les Baxter                            | US-amerikanischer Orchesterleiter und Arrangeur                                                                 | 73    |       |
| 15. Januar | David Bloomer                         | schottischer Badmintonspieler und -funktionär                                                                   | 83    |       |
| 15. Januar | Manfred Börner                        | deutscher Physiker und Forscher, Pionier und Erfinder der optischen Nachrichtenübermittlung                     | 66    |       |
| 15. Januar | Vincent Bounoure                      | französischer Dichter und Schriftsteller des Surrealismus                                                       | 67    |       |
| 15. Januar | Carl Clobes                           | deutscher Maler                                                                                                 | 83    |       |
| 15. Januar | Richard Cobb                          | englischer Historiker                                                                                           | 78    |       |
| 15. Januar | Gerhard Huttula                       | deutscher Trickfilmtechniker und Kameramann                                                                     | 93    |       |
| 15. Januar | August Kern                           | Schweizer Produzent und Regisseur                                                                               | 93    |       |
| 15. Januar | Moshoeshoe II.                        | lesothischer König                                                                                              | 57    |       |
| 16. Januar | Hildebrecht Hommel                    | deutscher Klassischer Philologe                                                                                 | 96    |       |
| 16. Januar | Käthe Kainz                           | österreichische Politikerin (SPÖ), Mitglied des Bundesrates parlament.gv.at                                     | 82    |       |
| 16. Januar | Pieter Kasteleyn                      | niederländischer theoretischer Physiker                                                                         | 71    |       |
| 16. Januar | Harry Potts                           | englischer Fußballspieler und -trainer                                                                          | 75    |       |
| 16. Januar | Kurt Svanström                        | schwedischer Fußballspieler                                                                                     | 80    |       |
| 17. Januar | Richard Baquié                        | französischer Designer und Bildhauer                                                                            | 43    |       |
| 17. Januar | Barbara Jordan                        | US-amerikanische Politikerin                                                                                    | 59    |       |
| 17. Januar | Herbert Krüger                        | deutscher Kunsthistoriker, Museumsdirektor sowie Prähistoriker                                                  | 93    |       |
| 17. Januar | Georg Luksch                          | österreichischer Komponist, Kapellmeister und Arrangeur musiklexikon.ac.at                                      | 74    |       |
| 17. Januar | Hans-Jürgen Mellentin                 | deutscher Politiker (CDU), MdL                                                                                  | 61    |       |
| 17. Januar | Harry Robinson                        | britischer Komponist, Arrangeur und Bandleader                                                                  | 63    |       |
| 17. Januar | Marielies Schleicher                  | deutsche Politikerin (CSU), MdL                                                                                 | 94    |       |
| 17. Januar | Juan Luis Segundo                     | uruguayischer Ordensgeistlicher, Befreiungstheologe                                                             | 70    |       |
| 18. Januar | Şemi Ergin                            | türkischer Politiker                                                                                            |       |       |
| 18. Januar | Leonor Fini                           | argentinisch-französische Malerin des Surrealismus                                                              | 87    |       |
| 18. Januar | Rainer Haungs                         | deutscher Volkswirt, Unternehmer und Politiker (CDU), MdB                                                       | 53    |       |
| 18. Januar | Endel Puusepp                         | sowjetischer Pilot                                                                                              | 86    |       |
| 18. Januar | N. T. Rama Rao                        | indischer Filmschauspieler, Filmregisseur, Filmproduzent und Politiker                                          | 72    |       |
| 19. Januar | Upendranath Ashk                      | indischer Schriftsteller, Journalist und Verleger                                                               | 85    |       |
| 19. Januar | Hans Carl Graf von Hardenberg         | deutscher Botschafter                                                                                           | 86    |       |
| 19. Januar | Ulrich Hausmann                       | deutscher Klassischer Archäologe                                                                                | 78    |       |
| 19. Januar | Walter Kainz                          | österreichischer Jurist, Schriftsteller und Dichter                                                             | 77    |       |
| 19. Januar | Erhard Peschke                        | deutscher evangelischer Theologe und Professor für Kirchengeschichte                                            | 88    |       |
| 19. Januar | Don Simpson                           | US-amerikanischer Filmproduzent                                                                                 | 52    |       |
| 19. Januar | Mamadou Diallo Sory                   | nigrischer Offizier, Politiker und Diplomat                                                                     | 68    |       |
| 19. Januar | Lucien Theys                          | belgischer Leichtathlet                                                                                         | 68    |       |
| 19. Januar | Alfons Vodosek                        | österreichischer Musiker und Komponist                                                                          | 83    |       |
| 19. Januar | Harold Wolpe                          | südafrikanischer Rechtsanwalt, Soziologe, Volkswirtschaftler und Anti-Apartheid-Aktivist                        | 70    |       |
| 20. Januar | Gustav Fochler-Hauke                  | deutscher Geograph                                                                                              | 89    |       |
| 20. Januar | Sidney Korshak                        | US-amerikanischer Rechtsanwalt                                                                                  | 88    |       |
| 20. Januar | Lo Wei                                | chinesischer Regisseur                                                                                          | 77    |       |
| 20. Januar | Gerry Mulligan                        | US-amerikanischer Jazzmusiker, Arrangeur und Komponist                                                          | 68    |       |
| 20. Januar | Hermann Ospald                        | deutscher Gewerkschafter und Politiker (SPD), MdL Bayern                                                        | 75    |       |
| 20. Januar | Alban Spitz                           | deutscher Maler, Zeichner, Holzschneider, Glasmaler, Verfasser kunstphilosophischer Schriften und alemannisc... | 89    |       |
| 20. Januar | Gerta Ziegenbein                      | deutsche Agrarwissenschaftlerin                                                                                 | 82    |       |
| 21. Januar | Ernest Bubley                         | englischer Tischtennisspieler                                                                                   | 83    |       |
| 21. Januar | Roman Cieślewicz                      | polnischer Grafiker                                                                                             | 66    |       |
| 21. Januar | Luther Boyd Eubanks                   | US-amerikanischer Jurist und Politiker                                                                          | 78    |       |
| 21. Januar | Peter Stadlen                         | österreichischer Komponist, Pianist und Musikwissenschaftler                                                    | 85    |       |
| 22. Januar | Bill Cantrell                         | US-amerikanischer Autorennfahrer                                                                                | 87    |       |
| 22. Januar | Israel Eldad                          | jüdischer Untergrundkämpfer, Gründungsmitglied und Chefideologe der Organisation Lechi                          | 85    |       |
| 22. Januar | Herbert von Hintzenstern              | deutscher Theologe                                                                                              | 79    |       |
| 22. Januar | Petro Schelest                        | sowjetischer und ukrainischer Politiker                                                                         | 87    |       |
| 22. Januar | Eberhard Schmidt                      | deutscher Komponist, Cellist und Chorleiter                                                                     | 88    |       |
| 23. Januar | Clifford Griffith                     | US-amerikanischer Autorennfahrer                                                                                | 79    |       |
| 23. Januar | Hong Junsheng                         | chinesischer Taijiquan-Meister                                                                                  | 88    |       |
| 23. Januar | Reinhard Schönenberg                  | deutscher Geologe und Hochschullehrer                                                                           | 81    |       |
| 23. Januar | Horst Wende                           | deutscher Orchesterleiter, Arrangeur und Akkordeonist                                                           | 76    |       |
| 24. Januar | Jelisaweta Petrowna Bagrjanzewa       | sowjetische Leichtathletin                                                                                      | 66    |       |
| 24. Januar | Jimmy Davidson                        | schottischer Fußballspieler                                                                                     | 70    |       |
| 24. Januar | André Deforge                         | französischer Radrennfahrer                                                                                     | 81    |       |
| 24. Januar | Robert Graf                           | österreichischer Politiker (ÖVP), Landtagsabgeordneter, Abgeordneter zum Nationalrat                            | 66    |       |
| 24. Januar | Sándor Iharos                         | ungarischer Leichtathlet                                                                                        | 65    |       |
| 24. Januar | Klaus Reich                           | deutscher Philosoph                                                                                             | 89    |       |
| 24. Januar | Seigo Yamaguchi                       | japanischer Shihan des Aikido                                                                                   | 71    |       |
| 25. Januar | Billy Bailey                          | US-amerikanischer Mörder                                                                                        |       |       |
| 25. Januar | Ruth Berghaus                         | deutsche Regisseurin des Musiktheaters                                                                          | 68    |       |
| 25. Januar | Alexander Böhlig                      | deutscher Orientalist, Koptologe und Byzantinist                                                                | 83    |       |
| 25. Januar | Antonio Buenaventura                  | philippinischer Komponist                                                                                       | 91    |       |
| 25. Januar | Karl Dill                             | deutscher Heimatforscher                                                                                        | 71    |       |
| 25. Januar | Alfred Finsterer                      | deutscher Maler, Grafiker und Typograph                                                                         | 87    |       |
| 25. Januar | Angel García                          | kubanischer Sprinter                                                                                            | 76    |       |
| 25. Januar | Gerda Gollwitzer                      | deutsche Landschaftsarchitektin                                                                                 | 88    |       |
| 25. Januar | Jonathan Larson                       | US-amerikanischer Musicalkomponist                                                                              | 35    |       |
| 25. Januar | Johannes Papalekas                    | griechisch-deutscher Hochschullehrer und Soziologe                                                              | 72    |       |
| 25. Januar | Siegfried Sommer                      | deutscher Schriftsteller und Journalist                                                                         | 81    |       |
| 26. Januar | Wilhelm Abramczyk                     | deutscher Fußballspieler                                                                                        | 79    |       |
| 26. Januar | Cyrus Atabay                          | iranischer Schriftsteller deutscher Sprache                                                                     | 66    |       |
| 26. Januar | Peter Aust                            | deutscher Schauspieler                                                                                          | 56    |       |
| 26. Januar | Otto Benkner                          | saarländischer Schachspieler                                                                                    | 86    |       |
| 26. Januar | Harold Brodkey                        | US-amerikanischer Schriftsteller, Essayist und Journalist                                                       | 65    |       |
| 26. Januar | Saul Goodman                          | US-amerikanischer Paukist, Komponist und Musikpädagoge                                                          | 88    |       |
| 26. Januar | Georg Alexander Herzog zu Mecklenburg | deutscher Chef des Hauses Mecklenburg-Strelitz                                                                  | 74    |       |
| 26. Januar | Yvonne McKague Housser                | kanadische Malerin und Kunstpädagogin                                                                           | 98    |       |
| 26. Januar | Charles Jewtraw                       | US-amerikanischer Eisschnellläufer                                                                              | 95    |       |
| 26. Januar | Henry Lewis                           | US-amerikanischer Dirigent                                                                                      | 63    |       |
| 26. Januar | Bernd Lohse                           | deutscher Fotograf, Bildreporter und Publizist                                                                  | 84    |       |
| 26. Januar | Allan Robert Phillips                 | US-amerikanischer Ornithologe                                                                                   | 81    |       |
| 26. Januar | Michail Fjodorowitsch Reschetnjow     | sowjetischer und russischer Raumfahrtingenieur                                                                  | 71    |       |
| 26. Januar | David Schultz                         | US-amerikanischer Ringer                                                                                        | 36    |       |
| 26. Januar | Dimitri Zaitz                         | US-amerikanischer Leichtathlet                                                                                  | 78    |       |
| 27. Januar | Elizabeth Monroe Boggs                | US-amerikanische Chemikerin und politische Aktivistin                                                           | 82    |       |
| 27. Januar | Wjatscheslaw Iwanowitsch Lemeschew    | sowjetischer Boxer                                                                                              | 43    |       |
| 27. Januar | Eugenija Šimkūnaitė                   | litauische Botanikerin und Phytotherapeutin                                                                     | 75    |       |
| 27. Januar | Ralph Yarborough                      | US-amerikanischer Politiker                                                                                     | 92    |       |
| 28. Januar | Devakanta Barua                       | indischer Politiker und Schriftsteller                                                                          | 81    |       |
| 28. Januar | Joseph Brodsky                        | russisch-US-amerikanischer Dichter und Literaturnobelpreisträger                                                | 55    |       |
| 28. Januar | Burne Hogarth                         | US-amerikanischer Comiczeichner                                                                                 | 84    |       |
| 28. Januar | Rudolf Hüttebräuker                   | deutscher Politiker                                                                                             | 91    |       |
| 28. Januar | Jerry Siegel                          | US-amerikanischer Comicautor                                                                                    | 81    |       |
| 28. Januar | Geo Widengren                         | schwedischer Orientalist und Religionswissenschaftler                                                           | 88    |       |
| 29. Januar | Ray Leatherwood                       | US-amerikanischer Jazz- und Studiomusiker (Kontrabass, auch Tuba)                                               | 81    |       |
| 29. Januar | Renzo Merusi                          | italienischer Schauspieler und Filmregisseur                                                                    | 81    |       |
| 29. Januar | Julius Posener                        | deutscher Architekturhistoriker und Hochschullehrer                                                             | 91    |       |
| 29. Januar | Johannes Straub                       | deutscher Althistoriker                                                                                         | 83    |       |
| 29. Januar | Jamie Uys                             | südafrikanischer Filmregisseur und -produzent                                                                   | 74    |       |
| 30. Januar | Friedrich Benfer                      | deutscher Schauspieler                                                                                          | 90    |       |
| 30. Januar | Guy Doleman                           | neuseeländischer Schauspieler                                                                                   | 72    |       |
| 30. Januar | Irving B. Fritz                       | US-amerikanischer Stoffwechselphysiologe und Endokrinologe                                                      | 68    |       |
| 30. Januar | Julius Spokojny                       | deutscher Unternehmer und Gemeindevorsitzender                                                                  | 72    |       |
| 30. Januar | Bob Thiele                            | US-amerikanischer Musikproduzent                                                                                | 73    |       |
| 31. Januar | Anneliese Bläsing                     | deutsche Politikerin (NPD), MdL                                                                                 | 72    |       |
| 31. Januar | Ernst Buschmann                       | deutscher Politiker (KPD, DKP), MdL                                                                             | 81    |       |
| 31. Januar | Gustave Solomon                       | US-amerikanischer Mathematiker                                                                                  | 65    |       |
| Januar     | Erwin Kroggel                         | deutscher Fechter, mehrmaliger deutscher Meister und Olympiateilnehmer                                          | 83    |       |

## Februar
| Tag         | Name                                      | Beruf, bekannt als                                                                                          | Alter | Beleg |
| ----------- | ----------------------------------------- | --- | ----- | ----- |
| 1. Februar  | Willi Bäuerle                             | deutscher Politiker (SPD), MdB                                                                              | 69    |       |
| 1. Februar  | Benny Brown                               | US-amerikanischer Sprinter                                                                                  | 42    |       |
| 1. Februar  | Ray Crawford                              | US-amerikanischer Rennfahrer                                                                                | 80    |       |
| 1. Februar  | Charles Proctor                           | US-amerikanischer Skisportler                                                                               | 90    |       |
| 2. Februar  | Heinz Blenke                              | deutscher Ingenieur und Hochschullehrer                                                                     | 75    |       |
| 2. Februar  | Wolfgang Götz                             | deutscher Kunsthistoriker                                                                                   | 72    |       |
| 2. Februar  | Gene Kelly                                | US-amerikanischer Schauspieler und Tänzer                                                                   | 83    |       |
| 2. Februar  | Gerhard Kisters                           | deutscher Verwaltungsbeamter und Politiker (CDU), MdB                                                       | 89    |       |
| 2. Februar  | Fritz Klein                               | deutscher Fußballfunktionär                                                                                 | 86    |       |
| 2. Februar  | Ray McIntire                              | US-amerikanischer Chemieingenieur                                                                           | 77    |       |
| 2. Februar  | Vernon Nicholls                           | britischer Theologe; Bischof von Sodor und Man                                                              | 78    |       |
| 2. Februar  | Kurt Peters                               | deutscher Tänzer, Tanzkritiker, -pädagoge, Verleger                                                         | 80    |       |
| 2. Februar  | Grete Salus                               | Überlebende des Holocaust und Zeitzeugin                                                                    | 85    |       |
| 2. Februar  | Minao Shibata                             | japanischer Komponist                                                                                       | 79    |       |
| 3. Februar  | Guy Gilles                                | französischer Filmregisseur, Drehbuchautor und Kameramann                                                   | 57    |       |
| 3. Februar  | Albert Görres                             | deutscher Psychoanalytiker, Psychotherapeut, Professor in Mainz und München                                 | 77    |       |
| 3. Februar  | Ibrahim Hélou                             | libanesischer Bischof                                                                                       | 70    |       |
| 3. Februar  | Audrey Meadows                            | US-amerikanische Schauspielerin                                                                             | 73    |       |
| 3. Februar  | Kurt Wirth                                | Schweizer Graphiker, Maler und Zeichner                                                                     | 78    |       |
| 4. Februar  | Sara C. Bisel                             | US-amerikanische Archäologin und Anthropologin                                                              | 63    |       |
| 4. Februar  | Fèlix Cucurull                            | spanischer Autor, Historiker und Politiker                                                                  | 77    |       |
| 4. Februar  | Willard S. Curtin                         | US-amerikanischer Politiker                                                                                 | 90    |       |
| 4. Februar  | Gilbert Darisse                           | kanadischer Geiger, Dirigent und Musikpädagoge                                                              | 86    |       |
| 4. Februar  | Manolo Fábregas                           | mexikanischer Schauspieler, Regisseur und Filmproduzent                                                     | 74    |       |
| 4. Februar  | Sarah Kubitschek                          | brasilianische First Lady, Ehefrau von Juscelino Kubitschek                                                 |       |       |
| 4. Februar  | Walther Leber                             | Schweizer Politiker (FDP)                                                                                   | 90    |       |
| 4. Februar  | Fleur Lombard                             | britische Feuerwehrfrau                                                                                     |       |       |
| 4. Februar  | John H. Loudon                            | niederländischer Manager, ehemaliger Vorstandsvorsitzender der Royal Dutch Shell Group                      | 90    |       |
| 4. Februar  | Alfredo Nobre da Costa                    | portugiesischer Politiker und Ministerpräsident                                                             | 72    |       |
| 4. Februar  | Joachim Ruoff                             | deutscher Offizier, Standartenführer der Waffen-SS und Verleger                                             | 84    |       |
| 5. Februar  | Gianandrea Gavazzeni                      | italienischer Dirigent, Komponist und Musikwissenschaftler                                                  | 86    |       |
| 5. Februar  | Ludwig Ratzel                             | deutscher Politiker (SPD), MdB, MdEP                                                                        | 80    |       |
| 5. Februar  | Roberto Raviola                           | italienischer Comiczeichner                                                                                 | 56    |       |
| 5. Februar  | Antonio Ruiz Soler                        | spanischer Tänzer und Choreograf                                                                            | 74    |       |
| 6. Februar  | Nikolaos Gazis                            | griechischer Politiker, MdEP                                                                                | 92    |       |
| 6. Februar  | Guy Madison                               | US-amerikanischer Schauspieler                                                                              | 74    |       |
| 6. Februar  | Rolf Nierhaus                             | deutscher Provinzialrömischer Archäologe                                                                    | 84    |       |
| 6. Februar  | John Testrake                             | US-amerikanischer Pilot                                                                                     | 68    |       |
| 6. Februar  | Heinrich Wessel                           | deutscher SS-Obersturmführer und Adjutant des Lagerkommandanten im KZ Sachsenhausen                         | 91    |       |
| 6. Februar  | Georges de Wilde                          | französischer Eisschnellläufer und Eishockeyspieler                                                         | 95    |       |
| 6. Februar  | Derek Worlock                             | englischer Geistlicher, Bischof der römisch-katholischen Kirche                                             | 76    |       |
| 7. Februar  | Ulrich Böhme                              | deutscher Pädagoge und Politiker (SPD), MdB                                                                 | 56    |       |
| 7. Februar  | Theodor Goldstein                         | deutscher Vorsitzender der jüdischen Gemeinde Potsdam                                                       | 83    |       |
| 7. Februar  | Robert Habsburg-Lothringen                | österreichischer Bankier, legitimistischer Funktionär und Publizist                                         | 80    |       |
| 7. Februar  | Emil Bert Hartwig                         | deutscher Maler                                                                                             | 88    |       |
| 7. Februar  | Franz Hauschild                           | deutscher Journalist und Musikwissenschaftler                                                               | ≈89   |       |
| 7. Februar  | Robert Imhof                              | deutscher Maler                                                                                             | 70    |       |
| 7. Februar  | Peter Leitner                             | österreichischer Politiker (ÖVP), Abgeordneter zum Nationalrat parlament.gv.at                              | 51    |       |
| 7. Februar  | George Trevelyan, 4. Baronet              | britischer Adeliger und Esoteriker                                                                          | 89    |       |
| 7. Februar  | Boris Alexandrowitsch Tschaikowski        | russischer Komponist                                                                                        | 70    |       |
| 7. Februar  | Waltraud Volk                             | deutsche Kunsthistorikerin, Denkmalpflegerin und Autorin                                                    | 71    |       |
| 7. Februar  | Pat West                                  | US-amerikanischer American-Football- und Canadian-Football-Spieler                                          | 72    |       |
| 7. Februar  | Ernst Würthwein                           | deutscher evangelischer Theologe                                                                            | 86    |       |
| 8. Februar  | Heinz Aull                                | deutscher Politiker (SED) und stellvertretender Minister in der DDR                                         | 70    |       |
| 8. Februar  | Rune Börjesson                            | schwedischer Fußballspieler                                                                                 | 58    |       |
| 8. Februar  | Mercer Ellington                          | US-amerikanischer Jazz-Musiker, Komponist und Arrangeur                                                     | 76    |       |
| 8. Februar  | Bruno Hussar                              | französisch-israelischer katholischer Priester                                                              | 84    |       |
| 8. Februar  | Siavash Kasraie                           | iranischer Dichter                                                                                          | 68    |       |
| 8. Februar  | Felice Schwartz                           | US-amerikanische Autorin, Rechtsanwältin und Feministin                                                     | 71    |       |
| 8. Februar  | Lidija Kornejewna Tschukowskaja           | russische Kritikerin, Schriftstellerin und Dichterin                                                        | 88    |       |
| 9. Februar  | Albert Jean Amateau                       | türkischer Rabbi, Geschäftsmann, Rechtsanwalt und sozialer Aktivist                                         | 106   |       |
| 9. Februar  | Gustav Büchsenschütz                      | deutscher Autor, Dichter des Liedes Märkische Heide, märkischer Sand                                        | 93    |       |
| 9. Februar  | Alistair Cameron Crombie                  | australischer Wissenschaftshistoriker                                                                       | 80    |       |
| 9. Februar  | Fikret Esen                               | türkischer General                                                                                          |       |       |
| 9. Januar   | Félix González-Torres                     | kubanischer Künstler                                                                                        | 38    |       |
| 9. Februar  | Neil Franklin                             | englischer Fußballspieler und Fußballtrainer                                                                | 74    |       |
| 9. Februar  | Adolf Galland                             | deutscher Luftwaffenoffizier und Jagdflieger                                                                | 83    |       |
| 9. Februar  | Franz Hart                                | deutscher Architekt und Hochschullehrer                                                                     | 85    |       |
| 9. Februar  | Günther Irmscher                          | deutscher Rallyefahrer und Unternehmer                                                                      |       |       |
| 9. Februar  | August Kühn                               | deutscher Schriftsteller                                                                                    | 59    |       |
| 9. Februar  | Amalie Pinkus                             | Schweizer Frauenrechtlerin und Buchhändlerin                                                                | 85    |       |
| 9. Februar  | Gordon D. Shirreffs                       | US-amerikanischer Schriftsteller                                                                            | 82    |       |
| 9. Februar  | Robin Stille                              | US-amerikanische Schauspielerin                                                                             | 34    |       |
| 9. Februar  | Yun Chi-yeong                             | südkoreanischer Politiker                                                                                   | 97    |       |
| 9. Februar  | Erich Zorn                                | deutscher Ingenieur und Pionier der Schweißtechnik                                                          | 97    |       |
| 10. Februar | Johanna Brandt                            | deutsche Klassische Archäologin und Numismatikerin                                                          | 73    |       |
| 10. Februar | Johannes Boris Gurewitsch                 | russisch-deutscher Maler, Grafiker, Zeichner und Wandgestalter                                              | 86    |       |
| 10. Februar | Walter Haas                               | deutscher Politiker (SPD), MdL                                                                              | 76    |       |
| 10. Februar | Claus Harms                               | deutscher Dramaturg, Journalist, Film-, Theater- und Literaturkritiker                                      | 87    |       |
| 10. Februar | Joseph König                              | deutscher Historiker und Archivar                                                                           | 80    |       |
| 10. Februar | Klaus-Dieter Seehaus                      | deutscher Fußballspieler (DDR)                                                                              | 53    |       |
| 11. Februar | Olle Åhlund                               | schwedischer Fußballspieler                                                                                 | 75    |       |
| 11. Februar | Jaakko Hallama                            | finnischer Diplomat und Politiker                                                                           | 78    |       |
| 11. Februar | Ludwig Hanemann                           | deutscher Zauberkünstler                                                                                    | 88    |       |
| 11. Februar | Peter John Ellison Male                   | britischer Diplomat                                                                                         | 75    |       |
| 11. Februar | Kebby Musokotwane                         | sambischer Politiker (UNIP)                                                                                 | 49    |       |
| 11. Februar | Phil Regan                                | US-amerikanischer Sänger und Schauspieler                                                                   | 89    |       |
| 11. Februar | Amelia Rosselli                           | italienische Dichterin                                                                                      | 65    |       |
| 11. Februar | Pierre Verger                             | französischer Fotograf                                                                                      | 93    |       |
| 12. Februar | Lawrence Biedenharn                       | US-amerikanischer Physiker                                                                                  | 73    |       |
| 12. Februar | Aurel Billstein                           | deutscher Politiker (KPD)                                                                                   | 94    |       |
| 12. Februar | Gina Falckenberg                          | deutsche Schauspielerin                                                                                     | 88    |       |
| 12. Februar | Alois Kuhn                                | deutscher Eishockeyspieler                                                                                  | 85    |       |
| 12. Februar | Bob Shaw                                  | nordirischer Science-Fiction-Autor                                                                          | 64    |       |
| 12. Februar | Shiba Ryōtarō                             | japanischer Schriftsteller                                                                                  | 72    |       |
| 12. Februar | Konrad Zweigert                           | deutscher Bundesverfassungsrichter                                                                          | 85    |       |
| 13. Februar | Arthur William Hope Adkins                | englischer Altphilologe und Philosophiehistoriker                                                           | 66    |       |
| 13. Februar | Martin Balsam                             | US-amerikanischer Schauspieler                                                                              | 76    |       |
| 13. Februar | Alois Englander                           | österreichischer Politiker                                                                                  | 88    |       |
| 13. Februar | Max-Hermann Hörder                        | deutscher Arzt                                                                                              | 70    |       |
| 13. Februar | George Jefferson                          | US-amerikanischer Stabhochspringer                                                                          | 85    |       |
| 13. Februar | Maria Alice                               | portugiesische Fado-Sängerin                                                                                | 91    |       |
| 13. Februar | Erich Milius                              | deutscher Politiker (SPD), MdL                                                                              | 88    |       |
| 13. Februar | Maria Sturm                               | österreichische Malerin                                                                                     | 82    |       |
| 13. Februar | Tulku Urgyen                              | tibetischer Mönch und buddhistischer Lehrer                                                                 |       |       |
| 13. Februar | Hans Wagner                               | deutscher Politiker (CDU)                                                                                   | 80    |       |
| 14. Februar | Caroline Blackwood                        | britische Schriftstellerin, Journalistin und High Society-Lady                                              | 64    |       |
| 14. Februar | Arist Dethleffs                           | deutscher Unternehmer                                                                                       | 88    |       |
| 14. Februar | Ivar Grünthal                             | estnischer Schriftsteller, Lyriker und Exilpolitiker                                                        | 71    |       |
| 14. Februar | Martin Jente                              | deutscher Journalist, Schauspieler und Fernsehproduzent                                                     | 87    |       |
| 14. Februar | Cenek Kottnauer                           | tschechisch-britischer Schachspieler                                                                        | 85    |       |
| 14. Februar | Bob Paisley                               | englischer Fußballspieler und -trainer                                                                      | 77    |       |
| 14. Februar | Manuel Pérez-Gil y González               | mexikanischer Geistlicher, Erzbischof von Tlalnepantla                                                      | 75    |       |
| 14. Februar | Christo Radewski                          | bulgarischer Dichter, Kinderbuchautor und Übersetzer                                                        | 92    |       |
| 14. Februar | Mark Venturini                            | US-amerikanischer Schauspieler                                                                              | 35    |       |
| 15. Februar | Liselotte Dross                           | deutsche Malerin und Illustratorin                                                                          | 108   |       |
| 15. Februar | Peter Gardner                             | australischer Hürdenläufer                                                                                  | 71    |       |
| 15. Februar | Robert Mächler                            | Schweizer Schriftsteller und Journalist                                                                     | 86    |       |
| 15. Februar | Lajos Pukánszky                           | ungarisch-US-amerikanischer Mathematiker                                                                    | 67    |       |
| 15. Februar | Tommy Rettig                              | US-amerikanischer Schauspieler und Software-Entwickler                                                      | 54    |       |
| 15. Februar | Henri Simonet                             | belgischer Politiker und Minister                                                                           | 64    |       |
| 15. Februar | McLean Stevenson                          | US-amerikanischer Schauspieler                                                                              | 68    |       |
| 15. Februar | Brúnó Straub                              | ungarischer Biochemiker, Politiker und Staatspräsident                                                      | 82    |       |
| 15. Februar | Ernst Weber                               | österreichisch-amerikanischer Elektroingenieur                                                              | 94    |       |
| 16. Februar | Jakob Barion                              | deutscher Philosoph                                                                                         | 97    |       |
| 16. Februar | Pat Brown                                 | US-amerikanischer Politiker                                                                                 | 90    |       |
| 16. Februar | Hans Busch                                | deutscher Violinist und Kapellmeister                                                                       | 86    |       |
| 16. Februar | Eleanor Clark                             | US-amerikanische Schriftstellerin                                                                           | 82    |       |
| 16. Februar | Walter Dobschinski                        | deutscher Posaunist, Bassist, Komponist, Arrangeur und Bandleader                                           | 87    |       |
| 16. Februar | Jón Kristjánsson                          | isländischer Skilangläufer                                                                                  | 75    |       |
| 16. Februar | Miloš Kopecký                             | tschechischer Schauspieler                                                                                  | 73    |       |
| 16. Februar | Reinhold Kreitmeyer                       | deutscher Politiker (FDP), MdL, MdB                                                                         | 87    |       |
| 16. Februar | Günter Kutzschebauch                      | deutscher Militär, MdV, Vorsitzender des Zentralvorstands der GST der DDR, Vizeadmiral                      | 65    |       |
| 16. Februar | Brownie McGhee                            | US-amerikanischer Blues-Gitarrist                                                                           | 80    |       |
| 16. Februar | Ikhia Zodi                                | nigrischer Politiker                                                                                        |       |       |
| 17. Februar | Hervé Bazin                               | französischer Schriftsteller                                                                                | 84    |       |
| 17. Februar | Chohreh Feyzdjou                          | iranische Künstlerin                                                                                        | 40    |       |
| 17. Februar | Arthur Gerlt                              | deutscher Widerstandskämpfer, Bürgermeister in Bemerode bei Hannover                                        | 92    |       |
| 17. Februar | Michel Pablo                              | griechischer Trotzkist                                                                                      | 84    |       |
| 17. Februar | Boris Iwanowitsch Prijmak                 | sowjetischer Architekt                                                                                      | 86    |       |
| 17. Februar | Klaus Schlette                            | deutscher Theaterregisseur, Bühnenbildner, Schauspieler und Theaterintendant                                | 68    |       |
| 17. Februar | Walter Seeler                             | Journalist und Sanierungsbeauftragter für Altona                                                            | 67    |       |
| 17. Februar | Herbert Seiter                            | österreichischer Pianist, Komponist und Kapellmeister                                                       | 74    |       |
| 17. Februar | Nikolai Petrowitsch Starostin             | sowjetisch-russischer Fußballspieler, -trainer und -funktionär                                              | 93    |       |
| 17. Februar | Josef Vogt                                | deutscher Politiker (BCSV, CDU), MdL                                                                        | 87    |       |
| 18. Februar | Robert L. Benson                          | US-amerikanischer Historiker                                                                                | 70    |       |
| 18. Februar | Jan Biczycki                              | polnisch-deutscher Regisseur und Schauspieler                                                               | 64    |       |
| 18. Februar | Marcel Gustav Baumann-Bodenheim           | Schweizer Botaniker                                                                                         |       |       |
| 18. Februar | Margery Hinton                            | britische Schwimmerin                                                                                       | 80    |       |
| 18. Februar | Lore Hoffmann                             | deutsche Opernsängerin                                                                                      | 84    |       |
| 18. Februar | Aliza Kezeradze                           | georgische Pianistin                                                                                        | 58    |       |
| 18. Februar | Janice Loeb                               | US-amerikanische Dokumentarfilmerin, Drehbuchautorin, Kamerafrau, Filmregisseurin und Filmproduzentin       | 93    |       |
| 18. Februar | Andy Marefos                              | US-amerikanischer American-Football-Spieler                                                                 | 78    |       |
| 18. Februar | Josef Meinrad                             | österreichischer Film- und Kammerschauspieler                                                               | 82    |       |
| 18. Februar | Frank Noel Sibley                         | englischer Philosoph                                                                                        | 72    |       |
| 18. Februar | Hans Weniger                              | österreichischer Schauspieler und Bankkaufmann                                                              | 70    |       |
| 19. Februar | Enrique Cantos                            | ecuadorianischer Fußballspieler                                                                             | 70    |       |
| 19. Februar | Antonio Creus                             | spanischer Automobil- und Motorradrennfahrer                                                                | 71    |       |
| 19. Februar | Walter Gammert                            | deutscher Kaufmann, Fabrikdirektor und Mitglied des Bayerischen Senats                                      | 93    |       |
| 19. Februar | Benedikt Hummel                           | deutscher Chirurg und Hochschullehrer                                                                       | 94    |       |
| 19. Februar | Ernest Manning                            | kanadischer Politiker                                                                                       | 87    |       |
| 19. Februar | Dorothy Maynor                            | US-amerikanische Sängerin (Sopran)                                                                          | 85    |       |
| 19. Februar | Patrice Sanahujas                         | französischer Comiczeichner                                                                                 | 43    |       |
| 19. Februar | Grant Sawyer                              | US-amerikanischer Politiker                                                                                 | 77    |       |
| 19. Februar | Greta Wassberg                            | schwedische Sängerin                                                                                        | 91    |       |
| 20. Februar | Solomon Asch                              | polnisch-US-amerikanischer Gestaltpsychologe und Pionier der Sozialpsychologie                              | 88    |       |
| 20. Februar | Arthur J. Beattie                         | britischer Altphilologe und Gräzist, Offizier und Hochschullehrer                                           | 81    |       |
| 20. Februar | Sven Beuter                               | deutscher Dachdecker, Gewaltopfer                                                                           | 23    |       |
| 20. Februar | Gheorghe Dumitrescu                       | rumänischer Komponist                                                                                       | 81    |       |
| 20. Februar | Tonnie de Graaf                           | deutscher Komponist und Musikpädagoge                                                                       | 69    |       |
| 20. Februar | Wiktor Sergejewitsch Konowalenko          | russischer Eishockeytorhüter                                                                                | 57    |       |
| 20. Februar | Hans Lorenz                               | deutscher Ingenieur für Grundbau und Bodenmechanik und Hochschullehrer                                      | 90    |       |
| 20. Februar | Walter Marshall, Baron Marshall of Goring | britischer Physiker                                                                                         | 63    |       |
| 20. Februar | Audrey Munson                             | US-amerikanisches Model und Schauspielerin                                                                  | 104   |       |
| 20. Februar | Tōru Takemitsu                            | japanischer Komponist                                                                                       | 65    |       |
| 20. Februar | Mariano Vidal Molina                      | argentinischer Schauspieler                                                                                 | 70    |       |
| 21. Februar | Rudolf Braunburg                          | deutscher Pilot und Schriftsteller                                                                          | 71    |       |
| 21. Februar | Hans Joachim Bremermann                   | deutsch-US-amerikanischer Mathematiker und Physiker                                                         | 69    |       |
| 21. Februar | Isolina Carrillo                          | kubanische Komponistin, Multiinstrumentalistin und Sängerin                                                 | 88    |       |
| 21. Februar | Horace L. Gold                            | US-amerikanischer Science-Fiction-Autor und -Herausgeber                                                    | 81    |       |
| 21. Februar | Morton Gould                              | US-amerikanischer Komponist, Dirigent und Pianist                                                           | 82    |       |
| 21. Februar | Berthold Heckscher                        | deutscher Politiker (SPD), MdL Bayern und Oberbürgermeister                                                 | 78    |       |
| 21. Februar | Kurt Helbig                               | deutscher Gewerkschafter und Politiker (SED)                                                                | 76    |       |
| 21. Februar | August Kammer                             | US-amerikanischer Eishockeyspieler                                                                          | 83    |       |
| 21. Februar | Don Laz                                   | US-amerikanischer Stabhochspringer                                                                          | 66    |       |
| 22. Februar | Helene Freifrau von Bothmer               | deutsche Museumskuratorin und US-amerikanisches Model                                                       | 87    |       |
| 22. Februar | Henriette Haill                           | österreichische Schriftstellerin                                                                            | 91    |       |
| 22. Februar | Elwood Henneman                           | US-amerikanischer Neurophysiologe                                                                           |       |       |
| 22. Februar | Josef Löbbert                             | deutscher Politiker (SPD), MdB, Oberbürgermeister von Gelsenkirchen                                         | 79    |       |
| 23. Februar | Joseph W. Barr                            | US-amerikanischer Politiker                                                                                 | 78    |       |
| 23. Februar | William Bonin                             | US-amerikanischer Serienmörder                                                                              | 49    |       |
| 23. Februar | Birgit Brüel                              | dänische Sängerin und Schauspielerin                                                                        | 68    |       |
| 23. Februar | Klaus Buhé                                | deutscher Ingenieur, Interpret und freischaffender Komponist                                                | 84    |       |
| 23. Februar | Ursula Burg                               | deutsche Theater- und Filmschauspielerin                                                                    | 77    |       |
| 23. Februar | Alan Dawson                               | US-amerikanischer Jazz-Schlagzeuger                                                                         | 66    |       |
| 23. Februar | Rudolf Graetz                             | deutscher Jazz- und Unterhaltungsmusiker (Trompete, Komposition)                                            | 72    |       |
| 23. Februar | Heinz-Adolf Hörsken                       | deutscher Politiker (CDU), MdB                                                                              | 57    |       |
| 23. Februar | Willy Hüttenrauch                         | deutscher Politiker (SPD, KPD, SED)                                                                         | 86    |       |
| 23. Februar | Hussein Kamel                             | irakischer Politiker und Vertrauter Saddam Husseins                                                         |       |       |
| 23. Februar | Saddam Kamel                              | Schwiegersohn und Cousin von Saddam Hussein                                                                 | 35    |       |
| 23. Februar | Erasmus Ransford Tawiah Madjitey          | ghanaischer Politiker, Diplomat und erster ghanaischer Polizeipräsident                                     | 75    |       |
| 23. Februar | Serge Sabarsky                            | US-amerikanischer Kunsthändler und -sammler                                                                 | 83    |       |
| 23. Februar | Hans Sander                               | deutscher Widerstandskämpfer                                                                                | 84    |       |
| 23. Februar | Helmut Schön                              | deutscher Fußballtrainer und -spieler                                                                       | 80    |       |
| 24. Februar | Akram al-Haurani                          | syrischer Politiker und Mitbegründer der Arabischen Sozialistischen Baath-Partei (ASBP)                     |       |       |
| 24. Februar | Erwin Lauschner                           | deutscher Sanitätsoffizier und Flugmediziner                                                                | 84    |       |
| 24. Februar | Charles Edward Pratt                      | kanadischer Ruderer                                                                                         | 84    |       |
| 24. Februar | Wolfgang Schieren                         | deutscher Versicherungsmanager und Vorstandsvorsitzender der Allianz AG (1971–1991)                         | 68    |       |
| 24. Februar | Marlis Heide Schmidt                      | Übersetzungswissenschaftlerin, Hochschullehrerin an der Universität Leipzig                                 | 52    |       |
| 24. Februar | Bruno Stöwsand                            | deutscher Journalist und Chefredakteur                                                                      | 85    |       |
| 25. Februar | Caio Fernando Abreu                       | brasilianischer Schriftsteller                                                                              | 47    |       |
| 25. Februar | Conrado Eggers Lan                        | argentinischer Philosoph und Philosophiehistoriker                                                          | 69    |       |
| 25. Februar | Rupprecht Gerngross                       | deutscher Jurist, Anführer der „Freiheitsaktion Bayern“                                                     | 80    |       |
| 25. Februar | Bruno Helmle                              | deutscher Kommunalpolitiker (CDU), Oberbürgermeister der Stadt Konstanz (1959–1980)                         | 85    |       |
| 25. Februar | Vehbi Koç                                 | türkischer Unternehmer                                                                                      | 95    |       |
| 25. Februar | Elvi Lissiak                              | italienische Schauspielerin                                                                                 | 66    |       |
| 25. Februar | Nicolás Moreno                            | argentinischer Fußballspieler                                                                               |       |       |
| 25. Februar | Haing S. Ngor                             | kambodschanischer Schauspieler                                                                              | 55    |       |
| 25. Februar | Nikë Prela                                | römisch-katholischer Bischof                                                                                | 77    |       |
| 25. Februar | Wolfgang Veenker                          | deutscher Finnougrist                                                                                       | 56    |       |
| 25. Februar | Margherita Zoebeli                        | Schweizer Frauenrechtlerin, Flüchtlingshelferin und humanitäre Aktivistin                                   | 83    |       |
| 26. Februar | Klawdi Michailowitsch Bogoljubow          | sowjetischer Politiker                                                                                      |       |       |
| 26. Februar | Ludwig von Hammerstein-Equord             | deutscher Offizier, Journalist und Intendant, 1944 Beteiligter am Staatsstreich gegen Adolf Hitler          | 76    |       |
| 26. Februar | Georg Henneberg                           | deutscher Mediziner und Behördenleiter                                                                      | 87    |       |
| 26. Februar | JoKarl Huber                              | deutscher Maler christlicher Kunst                                                                          | 94    |       |
| 26. Februar | Kiyoko Tanaka                             | japanische Pianistin                                                                                        | 64    |       |
| 26. Februar | Mieczysław Weinberg                       | russischer Komponist polnischer Abstammung                                                                  | 77    |       |
| 27. Februar | Franz Theophil Becker                     | deutscher Orthopäde und Hochschullehrer                                                                     | 93    |       |
| 27. Februar | François Chaumette                        | französischer Schauspieler                                                                                  | 72    |       |
| 27. Februar | Kenneth Granviel                          | US-amerikanischer Mörder                                                                                    | 45    |       |
| 27. Februar | Robert Kühner                             | französischer Mykologe                                                                                      | 92    |       |
| 27. Februar | Carl Lambertz                             | deutscher Maler und Grafiker                                                                                | 85    |       |
| 27. Februar | Fritz Meyers                              | deutscher Schriftsteller, Mundart-Autor und Sagenforscher                                                   | 76    |       |
| 27. Februar | Werner Müller                             | deutscher Politiker (CSU), MdL Bayern                                                                       | 85    |       |
| 27. Februar | Sarah Palfrey Cooke                       | US-amerikanische Tennisspielerin                                                                            | 83    |       |
| 28. Februar | Bruno von Freytag-Löringhoff              | deutscher Philosoph und Mathematiker                                                                        | 83    |       |
| 28. Februar | Maximilien Rubel                          | französischer Soziologe und Rätekommunist                                                                   | 90    |       |
| 28. Februar | Vladimír Vaina                            | tschechoslowakischer Ruderer                                                                                | 86    |       |
| 28. Februar | Sylvia Williams                           | US-amerikanische Museumsdirektorin und Kuratorin                                                            |       |       |
| 29. Februar | Federico Barbaro                          | italienischer Ordensgeistlicher, Salesianer Don Boscos, Missionar in Japan, Lehrer, Übersetzer und Essayist | 83    |       |
| 29. Februar | Wes Farrell                               | US-amerikanischer Musiker, Songwriter und Musikproduzent                                                    | 56    |       |
| 29. Februar | Helmut Fischer                            | deutscher Schwimmer                                                                                         | 85    |       |
| 29. Februar | Joachim Fritzen                           | deutscher Sinologe und Musikwissenschaftler                                                                 | 86    |       |
| 29. Februar | Øystein Gaukstad                          | norwegischer Musikwissenschaftler und Bibliothekar                                                          | 83    |       |
| 29. Februar | Leo Murer                                 | österreichischer Sänger und Komponist                                                                       | 56    |       |
| 29. Februar | Shams Pahlavi                             | iranische Prinzessin                                                                                        | 78    |       |
| 29. Februar | Manoel Ponto                              | deutscher Schauspieler und Hörspielsprecher                                                                 | 46    |       |
| 29. Februar | Szapsel Rotholc                           | polnischer Boxer                                                                                            | 82    |       |
| 29. Februar | Winifred C. Stanley                       | US-amerikanische Politikerin                                                                                | 86    |       |
| 29. Februar | Mario Zagari                              | italienischer Politiker, Mitglied der Camera dei deputati, MdEP                                             | 82    |       |
| Februar     | Norman Hill Boke                          | US-amerikanischer Botaniker                                                                                 |       |       |
| Februar     | Alan Sealey                               | englischer Fußballspieler                                                                                   |       |       |

## März
| Tag      | Name                               | Beruf, bekannt als                                                                                              | Alter | Beleg |
| -------- | ---------------------------------- | --- | ----- | ----- |
| 1. März  | Vergílio Ferreira                  | portugiesischer Schriftsteller                                                                                  | 80    |       |
| 1. März  | Ferdinand Gamper                   | italienischer Serienmörder                                                                                      | 38    |       |
| 1. März  | Alf Lombard                        | schwedischer Romanist und Rumänist                                                                              | 93    |       |
| 1. März  | Willi Studer                       | schweizerischer Unternehmer der Unterhaltungselektronikbranche                                                  | 83    |       |
| 1. März  | Thorleif Vangen                    | norwegischer Skilangläufer                                                                                      | 75    |       |
| 2. März  | Holger Blom                        | schwedischer Architekt und Landschaftsarchitekt                                                                 | 89    |       |
| 2. März  | Célestin Delmer                    | französischer Fußballspieler                                                                                    | 89    |       |
| 2. März  | Walter Kaaden                      | deutscher Ingenieur                                                                                             | 76    |       |
| 2. März  | Peter Koller                       | österreichisch-deutscher Architekt, Stadtplaner und Hochschullehrer                                             | 88    |       |
| 2. März  | Rudolf Matthies                    | deutscher Heimatforscher                                                                                        | 86    |       |
| 2. März  | Tobias Portschy                    | österreichischer Jurist und Politiker (NSDAP), MdR                                                              | 90    |       |
| 2. März  | Júlio Rasec                        | brasilianischer Rockmusiker                                                                                     | 28    |       |
| 2. März  | Fridolin Stucki                    | Schweizer Politiker (DP/SVP)                                                                                    | 83    |       |
| 2. März  | Yrrah                              | niederländischer Zeichner und Cartoonist                                                                        | 63    |       |
| 3. März  | Marguerite Duras                   | französische Schriftstellerin, Drehbuchautorin und Filmregisseurin                                              | 81    |       |
| 3. März  | Wiktor Michailowitsch Jaroslawzew  | russischer Eishockeyspieler                                                                                     | 50    |       |
| 3. März  | John Joseph Krol                   | US-amerikanischer Geistlicher, Erzbischof von Philadelphia und Kardinal der römisch-katholischen Kirche         | 85    |       |
| 3. März  | Léo Malet                          | französischer Schriftsteller                                                                                    | 86    |       |
| 3. März  | Meyer Schapiro                     | US-amerikanischer Kunsthistoriker                                                                               | 91    |       |
| 3. März  | Robert Schmelzer                   | deutscher Journalist und Herausgeber                                                                            | 81    |       |
| 3. März  | Bruno Stein                        | US-amerikanischer Ökonom und Hochschullehrer                                                                    | 65    |       |
| 4. März  | Oskar Krapf                        | deutscher Maler und Grafiker                                                                                    | 75    |       |
| 4. März  | Herbert Lewandowski                | deutscher Schriftsteller                                                                                        | 99    |       |
| 4. März  | Minnie Pearl                       | US-amerikanische Country-Komikerin                                                                              | 83    |       |
| 4. März  | Gerhard Schaffran                  | deutscher Geistlicher, Bischof von Dresden-Meißen                                                               | 83    |       |
| 5. März  | Whit Bissell                       | US-amerikanischer Schauspieler                                                                                  | 86    |       |
| 5. März  | Joshua Compston                    | englischer Galerist                                                                                             | 25    |       |
| 5. März  | Robert Folz                        | französischer Historiker                                                                                        | 85    |       |
| 5. März  | Günther Haenel                     | österreichischer Regisseur und Schauspieler                                                                     | 97    |       |
| 5. März  | Herb Hall                          | US-amerikanischer Jazzklarinettist                                                                              | 88    |       |
| 5. März  | Fritz Huschke von Hanstein         | deutscher Motorsportler                                                                                         | 85    |       |
| 6. März  | Götz Berger                        | deutscher Jurist                                                                                                | 91    |       |
| 6. März  | Stanley Booth-Clibborn             | britischer Mediziner                                                                                            | 71    |       |
| 6. März  | Simon Cadell                       | britischer Schauspieler in Film und Fernsehen                                                                   | 45    |       |
| 6. März  | Douglas Jay, Baron Jay             | britischer Politiker, Mitglied des House of Commons, Life Peer                                                  | 88    |       |
| 6. März  | Jurandir                           | brasilianischer Fußballspieler                                                                                  | 55    |       |
| 6. März  | Werner Krumbein                    | deutscher Dirigent                                                                                              | 78    |       |
| 6. März  | José de Magalhães Pinto            | brasilianischer Politiker                                                                                       | 86    |       |
| 6. März  | Joseph Rabstejnek                  | französischer Fußballspieler                                                                                    | 75    |       |
| 6. März  | Hans Sauerbruch                    | deutscher Maler und Grafiker                                                                                    | 86    |       |
| 06. März | Zdeněk Škrland                     | tschechoslowakischer Kanute                                                                                     | 82    |       |
| 7. März  | Pinchas Menachem Alter             | chassidischer Rabbiner, Rosch-Jeschiwa und Gerer Rebbe                                                          | 69    |       |
| 7. März  | Franz Josef Breuer                 | deutscher Komponist und Musikproduzent                                                                          | 82    |       |
| 7. März  | Aled Eames                         | walisischer Historiker                                                                                          | 74    |       |
| 7. März  | Lilli Kretzmer                     | deutsche Juristin                                                                                               | 95    |       |
| 7. März  | Berkely Mather                     | britischer Schriftsteller                                                                                       | 87    |       |
| 7. März  | Maria Menz                         | deutsche Schriftstellerin                                                                                       | 92    |       |
| 7. März  | Karl Muffler                       | deutsch-australischer Konditor und Kuchendesigner                                                               | 95    |       |
| 7. März  | Otto-Karl Sperling                 | deutscher Chirurg, Orthopäde, Sportmediziner und Hochschullehrer                                                | 78    |       |
| 8. März  | Jack Churchill                     | britischer Offizier                                                                                             | 89    |       |
| 8. März  | William Graber                     | US-amerikanischer Leichtathlet                                                                                  | 85    |       |
| 8. März  | Lise Lotte Möller                  | deutsche Kunsthistorikerin                                                                                      | 83    |       |
| 8. März  | Werner Schlichting                 | deutscher Szenenbildner                                                                                         | 91    |       |
| 8. März  | Lucius Teichmann                   | deutscher Franziskaner, Historiker und Ordensoberer                                                             | 91    |       |
| 8. März  | Ernestine Wiedenbach               | US-amerikanische Pflegetheoretikerin                                                                            | 95    |       |
| 9. März  | George Burns                       | US-amerikanischer Schauspieler                                                                                  | 100   |       |
| 9. März  | Muhammad al-Ghazālī                | ägyptischer islamischer Theologe und Gelehrter                                                                  | 78    |       |
| 9. März  | Edwin Hartmann                     | österreichischer Skisportler und Soldat                                                                         | 85    |       |
| 9. März  | Maria Hosp                         | österreichische Politikerin (ÖVP), Abgeordnete zum Nationalrat                                                  | 72    |       |
| 9. März  | Imre Kovács                        | ungarischer Fußballspieler                                                                                      | 74    |       |
| 9. März  | Alberto Pellegrino                 | italienischer Fechter und Olympiasieger                                                                         | 65    |       |
| 9. März  | Felix Raabe                        | deutscher Dirigent und Musikwissenschaftler                                                                     | 95    |       |
| 9. März  | Alfredo Vicente Scherer            | brasilianischer Geistlicher, Erzbischof von Porto Alegre und Kardinal der römisch-katholischen Kirche           | 93    |       |
| 10. März | Joseph Braunstein                  | österreichischer Musiker, Schriftsteller, Bergsteiger                                                           | 104   |       |
| 10. März | Thilde Dietz                       | deutsche Tennisspielerin                                                                                        | 80    |       |
| 10. März | Ross Hunter                        | US-amerikanischer Filmarchitekt                                                                                 | 75    |       |
| 10. März | Angelo Scapecchi                   | römisch-katholischer Weihbischof im Bistum Arezzo                                                               | 85    |       |
| 11. März | Elio Filippo Accrocca              | italienischer Dichter und Übersetzer                                                                            | 72    |       |
| 11. März | Granville Beynon                   | britischer Hochschullehrer                                                                                      | 81    |       |
| 11. März | John A. Bonner                     | US-amerikanischer Toningenieur                                                                                  | 67    |       |
| 11. März | Boris Brainin                      | österreichischer Dichter, Satiriker, Nachdichter, Übersetzer, Antifaschist                                      | 90    |       |
| 11. März | Ludwig Fellermaier                 | deutscher Politiker (SPD), MdB, MdEP                                                                            | 65    |       |
| 11. März | Rolf Garske                        | deutscher Verleger und Organisator im Bereich des künstlerischen Tanzes                                         | 43    |       |
| 11. März | Rex E. Lee                         | US-amerikanischer Rechtsanwalt und United States Solicitor General                                              | 61    |       |
| 11. März | Tadeusz Nowakowski                 | polnischer Schriftsteller                                                                                       | 78    |       |
| 11. März | Charles William Oatley             | britischer Physiker und Elektroingenieur                                                                        | 92    |       |
| 11. März | Robert Pischke                     | deutscher Schiedsrichter und Fußball-Funktionär                                                                 | 54    |       |
| 11. März | Joachim Scharfenberg               | deutscher Theologe, Praktischer Theologe und Pastoralpsychologe                                                 | 68    |       |
| 11. März | Evangeline Walton                  | US-amerikanische Schriftstellerin                                                                               | 88    |       |
| 12. März | Marte Harell                       | österreichische Schauspielerin                                                                                  | 89    |       |
| 12. März | Gyula Kállai                       | ungarischer kommunistischer Politiker                                                                           | 85    |       |
| 12. März | Eigil Knuth                        | dänischer Forschungsreisender, Prähistoriker, Bildhauer und Autor                                               | 92    |       |
| 12. März | Eric Muller                        | Schweizer Unternehmer der Raumfahrtindustrie                                                                    | 81    |       |
| 12. März | Ida Ospelt-Amann                   | liechtensteinische Mundartdichterin                                                                             | 97    |       |
| 12. März | Paul Scherman                      | kanadischer Geiger und Dirigent                                                                                 | 88    |       |
| 12. März | Ré Soupault                        | französische Fotografin                                                                                         | 94    |       |
| 12. März | Willy Steinke                      | deutscher Politiker                                                                                             | 88    |       |
| 13. März | Lucy Faithfull, Baroness Faithfull | britische Politikerin (Conservative Party)                                                                      | 85    |       |
| 13. März | Lucio Fulci                        | italienischer Filmregisseur, Produzent, Drehbuchautor und Schauspieler                                          | 68    |       |
| 13. März | Sándor Gellér                      | ungarischer Fußballspieler                                                                                      | 70    |       |
| 13. März | Krzysztof Kieślowski               | polnischer Filmregisseur und Drehbuchautor                                                                      | 54    |       |
| 13. März | Weston La Barre                    | US-amerikanischer Anthropologe                                                                                  | 84    |       |
| 13. März | Theophil Laitenberger              | deutscher Komponist und Musiker                                                                                 | 92    |       |
| 14. März | Rudolf Biederstedt                 | deutscher Archivar und Historiker, Leiter des Stadtarchivs Greifswald                                           | 76    |       |
| 14. März | Walter Hotz                        | deutscher Kunsthistoriker und Pfarrer                                                                           | 83    |       |
| 14. März | Andreas Münzer                     | österreichischer Bodybuilder                                                                                    | 31    |       |
| 14. März | Christel Matthias Schröder         | deutscher Pastor und Literaturwissenschaftler                                                                   | 81    |       |
| 14. März | Ingeborg-Maria von Werthern        | deutsche Theologin und Äbtissin                                                                                 | 83    |       |
| 15. März | Cheng Heng                         | kambodschanischer Politiker und Staatsoberhaupt von Kambodscha (1970–1971)                                      | 80    |       |
| 15. März | Harold Courlander                  | US-amerikanischer Schriftsteller und Anthropologe                                                               | 87    |       |
| 15. März | Czesław Domin                      | polnischer Geistlicher, Bischof von Koszalin-Kołobrzeg                                                          | 66    |       |
| 15. März | Wolfgang Koeppen                   | deutscher Schriftsteller                                                                                        | 89    |       |
| 15. März | Andrei Wassiljewitsch Michailow    | sowjetisch-russischer Wasserbauingenieur und Hochschullehrer                                                    | 92    |       |
| 15. März | Francis J. Murray                  | US-amerikanischer Mathematiker                                                                                  | 85    |       |
| 15. März | Robert E. Pearce                   | US-amerikanischer Ringer und Olympiasieger                                                                      | 88    |       |
| 15. März | Daniel Poirion                     | französischer Romanist und Mediävist                                                                            | 69    |       |
| 15. März | Olga Rudge                         | US-amerikanische Violinistin                                                                                    | 100   |       |
| 16. März | Charlie Barnett                    | US-amerikanischer Komiker und Schauspieler                                                                      | 41    |       |
| 16. März | Albert Bürger                      | deutscher Feuerwehrmann                                                                                         | 82    |       |
| 16. März | Henri Deplante                     | französischer Luftfahrtingenieur                                                                                | 87    |       |
| 16. März | Jean Neuberth                      | französischer Maler                                                                                             | 80    |       |
| 16. März | Edmund Weiskopf                    | österreich-ungarisch-französischer Fußballspieler                                                               |       |       |
| 17. März | Anil Chattopadhyay                 | indischer Schauspieler des bengalischen Films                                                                   | 66    |       |
| 17. März | René Clément                       | französischer Filmregisseur                                                                                     | 82    |       |
| 17. März | Thomas O. Enders                   | US-amerikanischer Diplomat                                                                                      | 65    |       |
| 17. März | Gene Estes                         | US-amerikanischer Musiker                                                                                       | 64    |       |
| 17. März | Hans Jendritzki                    | deutscher Uhrmacher und Autor                                                                                   | 88    |       |
| 17. März | Adolf Mayer                        | österreichischer Widerstandskämpfer                                                                             | 77    |       |
| 17. März | Elsa Respighi                      | italienische Sängerin und Komponistin                                                                           | 101   |       |
| 17. März | Terry Stafford                     | US-amerikanischer Sänger                                                                                        | 54    |       |
| 17. März | Anton Vögtle                       | deutscher katholischer Theologe                                                                                 | 85    |       |
| 17. März | Christa Wehling                    | deutsche Volksschauspielerin                                                                                    | 68    |       |
| 18. März | Karl Dietel                        | deutscher Heimatpfleger, Kreisheimatpfleger des Landkreises Münchberg, Chronist und Heimatforscher im Fichte... | 84    |       |
| 18. März | Odysseas Elytis                    | griechischer Dichter, Literaturnobelpreisträger und Künstler                                                    | 84    |       |
| 18. März | Maxl Graf                          | deutscher Schauspieler und Sänger volkstümlicher Musik                                                          | 62    |       |
| 18. März | Otto Habel                         | deutscher Bildhauer und Glasgestalter                                                                           | 74    |       |
| 18. März | Jacquetta Hawkes                   | englische Archäologin und Autorin                                                                               | 85    |       |
| 18. März | Theo Heiermann                     | deutscher Bildhauer und Maler                                                                                   | 70    |       |
| 18. März | Gerd Kadelbach                     | deutscher Pädagoge, Journalist, Herausgeber und Honorarprofessor                                                | 77    |       |
| 18. März | Günter Kempe                       | Leiter des Zentralen Medizinischen Dienstes der DDR-Staatssicherheit                                            | 75    |       |
| 18. März | Jaroslav Knotek                    | tschechoslowakischer Leichtathlet                                                                               | 83    |       |
| 18. März | Dieter Kursawe                     | deutscher Schauspieler, Kabarettist und Synchronsprecher                                                        | 61    |       |
| 18. März | Annemarie Leibbrand-Wettley        | deutsche Medizinhistorikerin                                                                                    | 82    |       |
| 18. März | Shin Yung-kyoo                     | nordkoreanischer Fußballspieler                                                                                 | 53    |       |
| 18. März | Bodo Selge                         | deutscher Jurist und Politiker (SPD)                                                                            | 84    |       |
| 18. März | Anni Steuer                        | deutsche Leichtathletin                                                                                         | 83    |       |
| 18. März | Robert van der Veen                | niederländischer Hockeyspieler                                                                                  | 89    |       |
| 18. März | Friedrich Wielandt                 | deutscher Numismatiker                                                                                          | 89    |       |
| 19. März | Eddie Bonnemere                    | US-amerikanischer Jazz- und Kirchenmusiker sowie Komponist                                                      | 75    |       |
| 19. März | Wilhelm Henze                      | deutscher Historiker und Archivar                                                                               | 88    |       |
| 19. März | Chen Jingrun                       | chinesischer Mathematiker                                                                                       | 62    |       |
| 19. März | Michael James Dempsey              | US-amerikanischer Dominikanerbruder und Missionar, Bischof von Sokoto                                           | 84    |       |
| 19. März | Theo Ignaz Graffé                  | deutscher Bildhauer, Steinmetz, Restaurator und Lehrer                                                          |       |       |
| 19. März | Virginia Henderson                 | US-amerikanische Pflegewissenschaftlerin                                                                        | 98    |       |
| 19. März | Heinz Hermann                      | deutscher Leichtathlet                                                                                          | 80    |       |
| 19. März | Colin Pittendrigh                  | US-amerikanischer Biologe, Mitbegründer der Chronobiologie                                                      | 77    |       |
| 19. März | Alan Ridout                        | englischer Komponist und Musiklehrer                                                                            | 61    |       |
| 19. März | Josef Schmitt                      | deutscher Politiker (CDU), MdB                                                                                  | 74    |       |
| 19. März | Walter Schönrock                   | deutscher Langstreckenläufer                                                                                    | 82    |       |
| 19. März | Günther Schütt                     | deutscher Ruderer                                                                                               | 77    |       |
| 20. März | Wladimir Anatoljewitsch Breschnew  | russischer Eishockeyspieler                                                                                     | 61    |       |
| 20. März | Hans Conzett                       | Schweizer Politiker, Verleger und UNICEF-Mitglied                                                               | 80    |       |
| 20. März | Richard Dehm                       | deutscher Paläontologe                                                                                          | 88    |       |
| 20. März | Albert Ganzenmüller                | deutscher Beamter, Staatssekretär im Reichsverkehrsministerium                                                  | 91    |       |
| 20. März | Georg Lehn                         | deutscher Schauspieler                                                                                          | 81    |       |
| 20. März | Werner Loeckle                     | deutscher Ruderer                                                                                               | 79    |       |
| 20. März | Sam Margolis                       | US-amerikanischer Jazzmusiker (Tenorsaxophon, Klarinette)                                                       | 72    |       |
| 21. März | Walter Bietila                     | amerikanischer Skispringer                                                                                      | 80    |       |
| 21. März | Dante Giacosa                      | italienischer Automobildesigner                                                                                 | 91    |       |
| 21. März | Richard Hill                       | britischer Historiker, Spezialgebiet Geschichte des modernen Sudan                                              | 95    |       |
| 22. März | Johannes Binkowski                 | deutscher Journalist, Publizist und Zeitungsverleger, Statthalter des Ritterorden vom Heiligen Grab zu Jerus... | 87    |       |
| 22. März | Poul Gernes                        | dänischer Künstler                                                                                              | 71    |       |
| 22. März | Václav Nelhýbel                    | US-amerikanischer Komponist und Professor                                                                       | 76    |       |
| 22. März | Robert F. Overmyer                 | US-amerikanischer Astronaut                                                                                     | 59    |       |
| 22. März | Helge Weindler                     | deutscher Kameramann                                                                                            | 48    |       |
| 22. März | Wolfgang Weiser                    | österreichischer Schauspieler                                                                                   | 67    |       |
| 23. März | C. C. Bergius                      | deutscher Schriftsteller                                                                                        | 85    |       |
| 23. März | Dieter Brüll                       | deutsch-niederländischer Sozialwissenschaftler und Anthroposoph                                                 | 74    |       |
| 23. März | Gerhard Juergensohn                | deutscher Theologe                                                                                              | 85    |       |
| 23. März | Helmut Knobloch                    | deutscher Fußballspieler                                                                                        | 73    |       |
| 23. März | Marcel Rudloff                     | französischer Rechtsanwalt und Politiker, Bürgermeister von Straßburg                                           | 73    |       |
| 23. März | Sergius Ruegenberg                 | russischer Architekt, Designer und Zeichner                                                                     | 93    |       |
| 23. März | Jules Schermer                     | US-amerikanischer Filmproduzent                                                                                 | 87    |       |
| 24. März | Marvin H. Albert                   | US-amerikanischer Autor                                                                                         | 72    |       |
| 24. März | Angelika Arndts                    | deutsche Schauspielerin                                                                                         | 88    |       |
| 24. März | Lola Beltrán                       | mexikanische Sängerin und Schauspielerin                                                                        | 64    |       |
| 24. März | Emanuel Gil-Av                     | israelischer Chemiker                                                                                           | 79    |       |
| 24. März | Étienne Hajdú                      | französischer Bildhauer ungarischer Abstammung                                                                  | 88    |       |
| 24. März | Hans-Friedrich Lenz                | deutscher Pfarrer und Mitglied der evangelischen Bekennenden Kirche                                             | 93    |       |
| 24. März | Liam O’Brien                       | US-amerikanischer Drehbuchautor und Produzent                                                                   | 83    |       |
| 24. März | Jean-Claude Piumi                  | französischer Fußballspieler                                                                                    | 55    |       |
| 24. März | Christel Ulbrich                   | deutsche Tanztherapeutin                                                                                        | 87    |       |
| 25. März | Armin Hirn                         | deutscher Aquarellmaler                                                                                         | 77    |       |
| 25. März | Josef Kuckertz                     | deutscher Musikethnologe und Hochschullehrer                                                                    | 65    |       |
| 25. März | Dioscoro S. Rabor                  | philippinischer Zoologe und Naturschützer                                                                       | 84    |       |
| 26. März | Adolf Blind                        | saarländischer Politiker                                                                                        | 89    |       |
| 26. März | Roger Dafflon                      | Schweizer Politiker                                                                                             | 81    |       |
| 26. März | Egbert Lammers                     | deutscher Künstler                                                                                              | 87    |       |
| 26. März | Gerhard Mahler                     | deutscher Unternehmer und Politiker (CDU), MdL                                                                  | 65    |       |
| 26. März | Reinhold Mercker                   | deutscher Politiker                                                                                             | 92    |       |
| 26. März | Edmund Muskie                      | US-amerikanischer Politiker                                                                                     | 81    |       |
| 26. März | David Packard                      | Mitbegründer des US-amerikanischen Technologiekonzern Hewlett-Packard                                           | 83    |       |
| 26. März | Käte Strobel                       | deutsche Politikerin (SPD), MdB, MdEP                                                                           | 88    |       |
| 27. März | Seán Browne                        | irischer Politiker (Fianna Fáil)                                                                                | 79    |       |
| 27. März | Lisl Handl                         | österreichisch-amerikanische Schauspielerin und Tänzerin                                                        | 78    |       |
| 27. März | Hans Heermann                      | deutscher Mediziner und Facharzt für Hals-Nasen-Ohrenheilkunde                                                  | 96    |       |
| 27. März | Alfred Hirschmeier                 | deutscher Szenen- und Bühnenbildner                                                                             | 65    |       |
| 27. März | Ignace Kowalczyk                   | polnischstämmiger französischer Fußballspieler                                                                  | 82    |       |
| 27. März | André Lefevere                     | belgischer Übersetzungswissenschaftler und Übersetzer                                                           | 50    |       |
| 27. März | Samuel Schoenbaum                  | US-amerikanischer Literaturwissenschaftler                                                                      | 69    |       |
| 28. März | Hans Blumenberg                    | deutscher Philosoph                                                                                             | 75    |       |
| 28. März | Tommy Hamill                       | nordirischer Fußballspieler                                                                                     | 67    |       |
| 28. März | Barbara McLean                     | US-amerikanische Filmeditorin                                                                                   | 92    |       |
| 28. März | Muhammad Sidqi Sulayman            | ägyptischer Politiker, Premierminister der ägyptischen Regierung (1966–1967)                                    |       |       |
| 28. März | C. Scoby Stroman                   | US-amerikanischer Jazzmusiker                                                                                   |       |       |
| 29. März | Helmut von Bockelberg              | deutscher Offizier, Steuerberater und Politiker (CDU), MdB                                                      | 84    |       |
| 29. März | Markus Commercon                   | deutscher Bäcker und Autor                                                                                      | 32    |       |
| 29. März | Bill Goldsworthy                   | kanadischer Eishockeyspieler                                                                                    | 51    |       |
| 29. März | Iwan Alexandrowitsch Kalita        | russischer Dressurreiter                                                                                        | 69    |       |
| 29. März | Gordon Pask                        | britischer Kybernetiker und Psychologe                                                                          | 67    |       |
| 30. März | Horst Hesslein                     | deutscher Schauspieler                                                                                          | 70    |       |
| 30. März | Richard Kreß                       | deutscher Fußballspieler                                                                                        | 71    |       |
| 30. März | Kurt Neuburger                     | deutscher Schriftsteller                                                                                        | 93    |       |
| 30. März | Saitō Ryōei                        | japanischer Unternehmer und Kunstsammler                                                                        | 79    |       |
| 30. März | Bjørn Stiler                       | dänischer Radrennfahrer                                                                                         | 84    |       |
| 31. März | Marie-Henriette Alimen             | französische Prähistorikerin und Geologin                                                                       | 95    |       |
| 31. März | Nino Borsari                       | italienischer Radrennfahrer und Olympiasieger                                                                   | 84    |       |
| 31. März | Delia Magaña                       | mexikanische Schauspielerin                                                                                     | 93    |       |
| 31. März | Jeffrey Lee Pierce                 | US-amerikanischer Sänger, Songwriter und Gitarrist                                                              | 37    |       |
| 31. März | Luis Jorge Prieto                  | argentinischer Sprachwissenschaftler und Romanist                                                               | 69    |       |
| 31. März | Paul Reckzeh                       | deutscher Arzt und Gestapo-Spitzel                                                                              | 82    |       |
| 31. März | Jürgen Scheller                    | deutscher Kabarettist, Schauspieler und Synchronsprecher                                                        | 73    |       |
| 31. März | Karl Schröder                      | deutscher Kameramann                                                                                            | 84    |       |
| 31. März | Herbert Siebenhüner                | deutscher Kunsthistoriker                                                                                       | 88    |       |
| März     | Armand Blanquet du Chayla          | französischer Diplomat                                                                                          | 97    |       |
| März     | Len Carney                         | englischer Fußballspieler                                                                                       | 80    |       |